# Ciutat Frugès

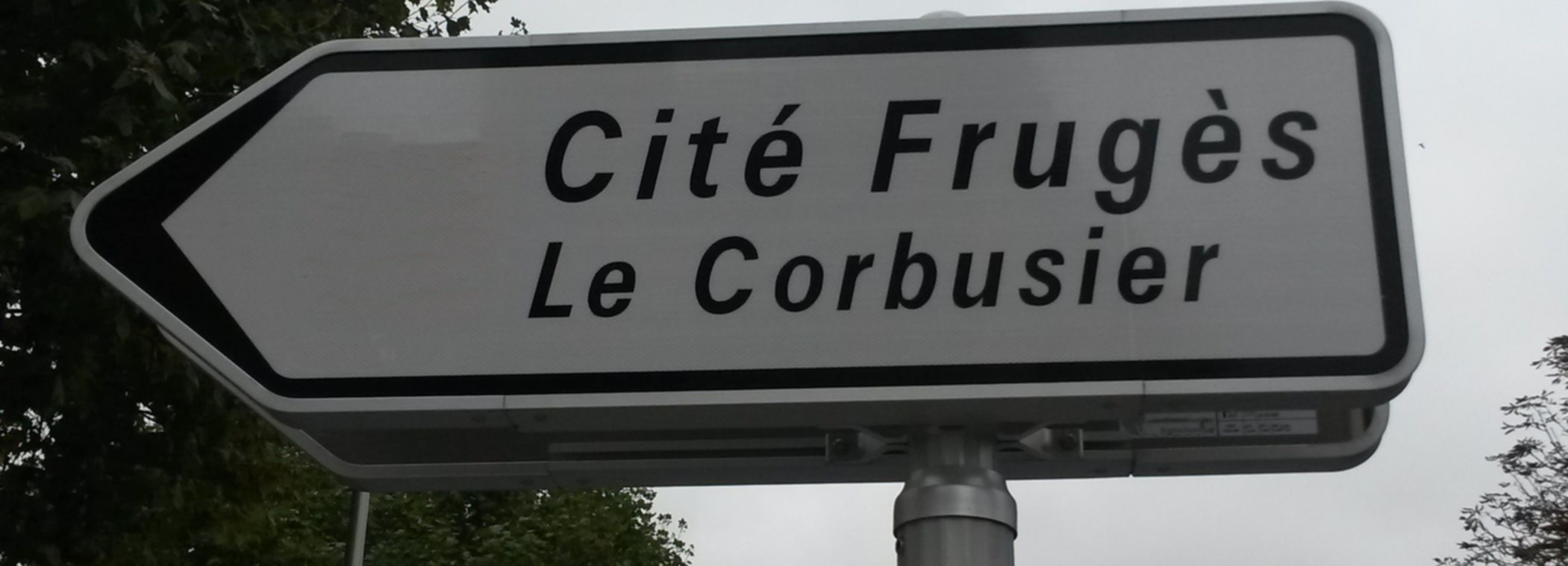
Cartell indicador.

La Ciutat Frugès (en francès Cité Frugès o també Quartiers modernes Frugès) és una urbanització que es troba a Peçac de Bordèu, a la rodalia de Bordeus, departament de la Gironda, França. Va ser promoguda per l'industrial Henry Frugès i projectada per l'arquitecte Charles-Edóuard Jeanneret, Le Corbusier, que va tenir l'oportunitat de desenvolupar aquí les seves idees innovadores sobre l'habitatge. El projecte data de 1924-26.
Des de l'any 2016 figura a la llista de Patrimoni Mundial de la Unesco conjuntament amb unes altres setze obres representatives de l'obra arquitectònica de Le Corbusier.

## Història
Henry Frugès (1879-1974), industrial sucrer, va comprar uns terrenys a Peçac amb la intenció de construir-hi cases per a treballadors i va confiar a Le Corbusier la realització del projecte. Amb aquest encàrrec, Le Corbusier, que l'any 1923 acabava de publicar Vers une architecture, va tenir l'oportunitat de desenvolupar extensament les seves teories sobre l'habitatge modern, doncs Frugès no hi va posar cap límit. Ben al contrari, va encoratjar l'arquitecte a trencar amb totes les convencions i a sortir-se dels plantejaments tradicionals.
Com a assaig previ, Le Corbusier havia projectat per encràrec del mateix Frugès un grup de deu cases a Lèja e lo Horet destinades a treballadors de la seva empresa.
Le Corbusier, conjuntament amb el seu cosí Pierre Jeanneret, va treballar en el projecte de Peçac entre 1924 i 1926. Tanmateix les cases no es van començar a habitar fins uns anys més tard (1929), quan es van poder superar totes les traves administratives que el caràcter innovador del projecte va comportar.
El projecte preveia la realització d'un total de 126 habitatges dels quals se'n van realitzar, finalment, 51.
Una de les cases va ser destruïda a causa d'un bombardeig durant la Segona Guerra Mundial.
L'any 1983 l'ajuntament de Peçac va adquirir una de les cases, que roman oberta al públic com a museu del lloc. Considerablement degradades per l'ús quotidià, la gradual extensió de la protecció sobre bona part del conjunt (a partir de 1980) i, finalment, la seva incorporació a la llista de Patrimoni Mundial (2016) comporta un gradual procés de rehabilitació. Amb tot, encara hi ha cases de la Ciutat Frugès pendents de rehabilitar.

## Característiques
El propi Le Corbusier va definir com a objectiu principal del projecte, la construcció de habitatges a un preu assequible. Per aconseguir-ho es basava en la utilització del formigó com a mitjà i en l'aplicació dels principis de la estandardització i de la racionalització dels procediments de construcció. El resultat és un tipus d'urbanització i uns tips d'habitatges que no tenien absolutament res a veure amb els seus antecedents, les ciutats-jardí anglesesː l'arquitectura del segle XX s'obria pas. Le Corbusier va concebre, per a aquesta urbanització, set tipologies d'habitatge diferents, entre cases adossades i cases aïlladesː
Un altre aspecte fonamental d'aquest projecte és l'aplicació de la policromia a les façanes per tal d'enriquir i diversificar visualment el conjunt, evitant la monotonia i la reiteració. S'hi juga amb els verds pàlids, el color siena, el blanc i el blau cel. Un edifici pot tenir la façana principal d'un color i les laterals d'un altre.